# Iron Fire
Az Iron Fire dán power/speed metal együttes, amely 1995-ben alakult.

## Története
"Misery" illetve "Decades of Darkness" neveken kezdték pályafutásukat, ekkor még feldolgozásokat játszottak. 1998-as demó lemezüket már az Iron Fire név alatt adták ki. Ezt 2000-ben követte az első nagylemezük, amely mára kultikus népszerűséget ért el a rajongók körében. A lemezen a dallam párosult a gyorsasággal. A 2002-es második albumukon már sokkal inkább a dallamra fektették a hangsúlyt, ennek következtében nem is lett olyan elismert, mint az előző lemez. A két album között már tagcseréket is megélt az együttes, majd 2006-ig nem adtak ki új korongokat. Énekesük, Martin Steene a Force of Evil zenekarhoz csatlakozott.
Az Iron Fire végül 2006-ban visszatért, egy új albummal. Ezt 2007-ben követte egy újabb "anyag". Az együttes mai napig ad ki lemezeket.

## Tagok
- Martin Steene - ének (1995-), basszusgitár (2013-)
- Kirk Bacharach - gitár (2003-)
- Gunnar Olsen - dob (1998-2000, 2016-)

Ez a jelenlegi felállás.

## Diszkográfia
- Thunderstorm (2000)
- On the Edge (2001)
- Revenge (2006)
- Blade of Triumph (2007)
- To the Grave (2009)
- Metalmorphosized (2010)
- Voyage of the Damned (2012)
- Among the Dead (2016)[1]
- Beyond the Void (2019)[1]

## Egyéb kiadványok
- Demo 1998
- Spaced Out (2003)
- The Underworld (demó, 2003)
- A Token of My Hatred (Virgin Steele feldolgozás, 2014)